# Jacques Bedel
Jacques Bedel (n. em Buenos Aires em 7 de Agosto de 1947) é um arquiteto, pintor, escultor e desenhista argentino.

## Biografia
O seu pai, René Bedel, era um advogado argentino dedicado, mas também um poeta e colecionador de artes. Isso levou a que Jacques Bedel crescesse em contato com pintores e escritores, tais como os artistas do grupo da Nueva Figuración, Rómulo Macció e autores como Miguel Angel Asturias e Oliverio Girondo.
Em 1965, ingressa na Faculdade de Arquitectura e Urbanismo de Buenos Aires. De forma autodidata e em paralelo inicia-se nas artes.  Três anos mais tarde (1968) inaugura a sua primeira exposição individual nas Galerias Galatea.
No ano de 1972 é convidado a tomar parte no Grupo de los Trece do CAYC - Centro de Arte e Comunicação com o qual iria participar em múltiplas atividades, entre as quais Arte e Ideologia na América Latina e Arte de sistemas na América Latina, que passaram pela Itália, Bélgica, Iugoslávia, Finlândia, Polônia e Estados Unidos da América.
Em 1975 é convidado pelo governo inglês para realizar investigação de novos materiais para escultura, e por isso viaja até Londres com a sua família.
Dois anos mais tarde, o "Grupo de los trece", integrado por Jacques Bedel, Luís Benedit, Jorge Glusberg, Jorge González Mir, Víctor Grippo, Leopoldo Maler, Vicente Marotta, Luis Pazos, Alfredo Portillos e Clorindo Testa apresentam a sua obra coletiva intitulada Signos em ecossistemas artificiais, na XIV Bienal Internacional de Arte de São Paulo com a qual ganham o Grande Prêmio de Honra Itamaraty. Naquela edição da Bienal de São Paulo participaram 210 artistas de 35 países. 
Em 1979 vence com Luís Benedit e Clorindo Testa o concurso do Centro Cultural Recoleta de Buenos Aires para remodelar esse edifício histórico.

## Prêmios
- Medalha de Bronze do Prêmio Braque
- Grande Prêmio de Honra Itamaraty (integrando o "Grupo de los Treces") na XIV Bienal Internacional de Arte de São Paulo.
- Em 1982, Prêmio Fulbright.
- Prêmio Konex pelo seu desempenho nas Artes Visuais
- Medalha de Prata do Prêmio Siemens com “El rayo que no cesa”.
- Grande Prêmio Latinoamericano de Arquitetura na VII Bienal de Arquitetura de Buenos Aires.